# 소디 (사르데냐)
소디(Soddì)는 이탈리아의 사르데냐 지역 오리스타노도에 있는 코무네이다. 칼리아리에서 북쪽으로 약 100 킬로미터 (62 mi), 오리스타노에서 북동쪽으로 약 35 킬로미터 (22 mi) 떨어져 있다. 2004년 12월 31일 기준으로 인구는 137명이고 면적은 5.4 제곱킬로미터 (2.1 mi2)이다.
소디는 다음 코무네와 접한다: 아이도마조레, 보로네두, 길라르차.